# Caorle
Caorle (friülès Cjaurlis) és un municipi italià, dins de la ciutat metropolitana de Venècia. Antigament formà part del Mandament di Puart. L'any 2007 tenia 11.946 habitants. Limita amb els municipis de Concordia Sagittaria, Eraclea, Portogruaro, San Michele al Tagliamento, San Stino di Livenza i Torre di Mosto.

## Administració
| Període | Identitat   | Partit        |
| ------- | ----------- | ------------- |
| 2007-   | Marco Sarto | Llista cívica |